# Діонісіс Хіотіс
Діонісіс Хіотіс (грец. Διονύσης Χιώτης; 4 червня 1977, Афіни, Греція) — грецький футболіст, воротар. Нині виступає за кіпрський футбольний клуб «АПОЕЛ». Провів 1 матч за збірну Греції.

## Досягнення
- Чемпіон Кіпру (5):

АПОЕЛ: 2008-09, 2010-11, 2012-13, 2013-14, 2014-15
- Володар Кубка Кіпру (2):

АПОЕЛ: 2013-14, 2014-15
- Володар Суперкубка Кіпру (4):

АПОЕЛ: 2008, 2009, 2011, 2013
- Володар Кубка Греції (1):

АЕК: 2001-02